# Élise Atangana
Pour les articles homonymes, voir Atangana.
Élise Atangana est une productrice et commissaire d’expositions française et camerounaise.

## Biographie

### Formation et débuts
En 2015, Élise Atangana est lauréate du programme Jeunes commissaires de l'Institut français qui vise à diffuser le travail et les recherches de commissaires et de critiques d’art français en favorisant leur insertion dans des réseaux professionnels internationaux.
Elle réside à la Delphina Foundation à Londres pendant une année, dans le cadre du programme de recherche « Public Domain ».

### Carrière
Élise Atangana partage son travail entre la production d’expositions et le commissariat indépendant.
À partir de 2007, elle exerce parallèlement un emploi de chargée de mission et de communication au sein du groupe SNCF, dont cinq années auprès de la Fondation SNCF.
Elle fait partie du comité technique d’acquisition du FRAC Nord-Pas-de-Calais, ainsi que du réseau Global Mobilities Futures (GMF).

#### Thématiques
Élise Atangana explore les rapports physiques de mobilité qu’entretiennent les individus dans des formes virtuelles, et étudie ainsi les enjeux politiques et sociaux qui sont induits. Pour elle, l’art est avant tout une pratique à la fois individuelle et collective.
Entre 2003 et 2009, elle travaille en collaboration avec Simon Njami sur plusieurs projets d’expositions, et notamment une sélection d’œuvres d’artistes d’« Africa Remix » pour la 9e Biennale de La Havane en 2006, ou l'exposition Check List Luanda Pop pour le premier Pavillon africain, lors de la 52e Biennale de Venise en 2007,.
En 2011, elle est la cofondatrice de la plateforme curatoriale On The Roof avec Yves Chatap et Caroline Hancock, puis Vanessa Desclaux. En 2012, elle collabore avec la commissaire d’exposition Elvira Dyangani Ose, sur le projet Enthousiasme dans le cadre des Rencontres Picha, lors de la Biennale de Lubumbashi.
En 2014, lors de la 11e Biennale de Dakar, elle  est la co-commissaire aux côtés de Abdelkader Damani et Smooth Ugochuckwu Nzewi, de l’exposition internationale « Produire le commun ».
En 2015, pour l’exposition « Entry Prohibited to Foreigners » présentée au centre d’art Havremagasinet de Boden, elle réunit onze artistes internationaux dont les travaux mettent en perspectives les différentes formes de mobilités contemporaines, dont l'Éthiopien Tamrat Gezahegne, le Libanais Ahmad Ghossein ou encore la Franco-Algérienne Katia Kameli.

#### Commissaire d'expositions
En 2016, elle est commissaire de l’exposition « Seven Hills », organisée dans le cadre de la deuxième édition de la Biennale de Kampala. « Seven Hills » fait référence à la ville historique de Kampala, lorsque le royaume du Buganda était construit sur sept collines, à l'instar d'autres villes célèbres comme Rome, Lisbonne et Athènes. L’exposition est interprétée comme un projet organique qui se concentre sur les concepts des études sur la mobilité, qui incluent le mouvement des personnes, des objets, des services ou des voyages numériques/virtuels et la manière dont ils nous affectent dans notre vie quotidienne,.
En 2018, elle est la commissaire de l’exposition « Le pouvoir du dedans » présentée à La Galerie de Noisy-le-Sec,,, tout comme de l'exposition « This is Utopia to Some » à Paris. Elle participe également à la mis en œuvre de différentes propositions artistiques, en particulier pour la foire art Dubaï en 2019 et 2020,.

### Vie privée
Élise Atangana vit et travaille à Paris.

## Expositions
Parmi une liste non exhaustive:
- Check List Luanda Pop, Pavillon africain la Biennale de Venise, Venise, du 10 juin au 21 novembre 2007
- Produire le commun, Dak’Art 2014, 11ème Biennale de l’Art Africain Contemporain, Dakar, du 9 mai au 8 juin 2014
- Entry prohibited to foreigners avec Ledit Adrus, Loulou Cherinet, Julien Creuzet, Amour Enqvist, Tamrat Gezahegne, Ahmad Ghossein, Katia Kameli, Jackie Karuti, Mario Macilau, Emanuel Tegene et Breeze Yoko, Havremagasinet, Boden, Suède, du 6 juin au 25 septembre 2015
- Seven Hills, Biennale de Kampala, Kampala, du 3 septembre au 2 octobre 2016
- Le pouvoir du dedans avec Tiphaine Calmettes, Euridice Zaituna Kala, Laëtitia Badaut Haussmann, Emmanuelle Lainé, Benjamin Valenza, Sébastien Rémy et Cyril Verde, La Galerie, Centre d’art contemporain, Noisy-le-Sec, du 22 septembre au 15 décembre 2018
- This is Utopia, to Some, avec Martine Syms, Isaac Kariuki, Steffani Jemison, Justin Hicks, Tamar Clarke-Browner et Chloé Quenum, Kadist, Paris 18e, du 11 mars au 13 mai 2018